# Red Bull Arena (Wals-Siezenheim)
Die Red Bull Arena ist ein Fußballstadion am Rande der österreichischen Stadt Salzburg liegend. Es ist Heimspielstätte des Bundesligisten FC Salzburg und fasst insgesamt 30.188 Zuschauer. Bis nach der Fußball-Europameisterschaft 2008, bei der die Anlage eine der vier Austragungsorte in Österreich war, hieß es EM-Stadion Taxham.

## Geschichte
Die Eröffnung der Arena fand am 8. März 2003 statt, damals unter dem Namen Stadion Wals-Siezenheim und mit einer Kapazität von 18.250 Zuschauern. Anlässlich der Fußball-Europameisterschaft 2008 wurde es ausgebaut. Während die Stieglbrauerei zu Salzburg Namenssponsor des ÖFB-Cups war, war es auch Austragungsort des Cup-Finales. Dieses fand jedoch nur in der ersten Saison nach dem Einstieg von Stiegl tatsächlich dort statt. In den Folgejahren einigten sich die beiden Finalisten, die stets aus dem Osten Österreichs kamen, auf einen anderen Spielort.
Stadioneigentümer ist die Stadion-Wals-Salzburg GmbH (kurz SWS), eine hundertprozentige Tochter der Salzburger Landesgesellschaft Land-Invest
. Die Arena befindet sich somit indirekt vollständig im Besitz des Landes Salzburg. Das Land finanzierte auch ein Drittel der Gesamtbaukosten von rund 70 Millionen Euro; die beiden anderen Drittel übernahmen der Bund und die Gemeinde Wals-Siezenheim.
Seit der Saison 18/19 wird bei Bundesligaspielen, sowie Spielen im ÖFB-Cup nur noch ein kleiner Teil des Oberrangs (Sektor 30) für Besucher geöffnet. Dieser Schritt wurde mit einer erhofften, besseren Geräusch- und Zuschauerkulisse in der Arena durch eine Komprimierung der Fans auf wenigere Sektoren begründet. Dadurch sinkt die Zuschauerkapazität bei Nationalen Heimspielen auf 17.218 Plätze.

### Standortsuche
In der Frage, ob das bestehende Fußballstadion in Lehen ausgebaut oder ein neues errichtet werden sollte, sprach sich Landeshauptmann Franz Schausberger im Hinblick auf die Fußball-Europameisterschaft 2008 eindeutig für die Errichtung eines neuen Stadions aus. In Verhandlungen mit Vizekanzlerin Susanne Riess-Passer erreichte Schausberger am 29. Jänner 2002 die Zusage für einen Bundeszuschuss in Höhe von maximal 8,4 Millionen Euro zum Neubau des Stadions in Salzburg Wals-Siezenheim. Insgesamt beliefen sich die Kosten für das Stadion Wals-Siezenheim auf rund 44,5 Millionen Euro. Davon entfielen 21,8 Mill. Euro auf das eigentliche Stadion, 3,6 Mill. Euro auf Planungskosten, 3,6 Mill. Euro auf Infrastrukturmaßnahmen wie Parkplätze und Verkehrserschließung sowie Freizeiteinrichtungen und 15,6 Mill. Euro auf Grundstückskosten.
Die Arena wurde als Nachfolger für das im dicht bebauten Stadtgebiet gelegene Lehener Stadion, das in den letzten Jahren seines Bestehens bei internationalen Spielen nur 5.300 Zuschauer aufnehmen durfte, geplant. Weil die örtlichen Gegebenheiten einen Aus- oder Umbau zu einem modernen Stadion mit ausreichender Kapazität, auch im Hinblick auf die Bewerbungen zur EM 2004 bzw. EM 2008, nicht zuließen und sich herausstellte, dass auf städtischem Grund kein geeigneter Platz gefunden werden konnte, wurde der Neubau knapp außerhalb der Stadtgrenzen in unmittelbarer Nähe zur Westautobahn errichtet und im März 2003 eingeweiht.
Das Stadion liegt nahe Schloß Kleßheim, gehört aber zur Ortschaft Rott.

### Adaptionen 2005
Bei Umbauarbeiten im Sommer 2005 wurden zwei Videowände mit je 42 m² und eine Rasenheizung installiert. Im September 2005 wurde der vom Umbau schon minimierte Stehplatzsektor der Heimfans, die Südkurve, gänzlich durch Sitzplätze ersetzt und die Zuschauerkapazität somit auf 16.850 Plätze reduziert. Seit Jänner 2006 ist die Südkurve bei nationalen Spielen wieder ein Stehplatzsektor; das Fassungsvermögen beträgt damit wieder 18.250 Zuschauer.
Bei Spielen in internationalen Wettbewerben wurden und werden sämtliche Stehplätze, inklusive derer im Sektor der Gästefans, durch Sitzplätze ersetzt, wonach das Stadion eine Kapazität von 16.200 Zusehern aufwies.

### Umbau für die EM

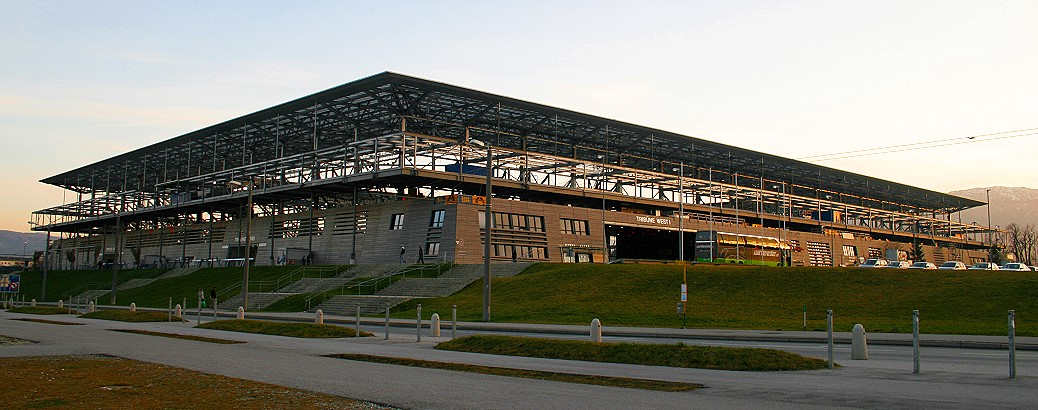
Während der Anhebung des Daches für den EM-Ausbau

Für die Fußball-Europameisterschaft wurde das Stadion durch das Einfügen eines Oberrangs auf die momentane Kapazität von knapp 32.000 beziehungsweise 29.800 Zuschauern bei ausschließlicher Verwendung von Sitzplätzen ausgebaut. Die Ausbauarbeiten begannen am 6. Mai 2006 und wurden im Juli 2007 beendet. Das erste Spiel im Stadion nach der Kapazitätserweiterung war ein Freundschaftsspiel zwischen Red Bull Salzburg und dem FC Arsenal am 25. Juli 2007.
Vor der EM durften allerdings nur höchstens 6 Spiele stattfinden, bei denen Karten für den neu hinzugekommenen Oberrang verkauft werden, da für einen dauerhaften Betrieb der ausgebauten Variante keine Betriebsgenehmigung vorlag. Für diese 6 Spiele und die 3 Spiele bei der EM wurde eine Ausnahmegenehmigung erteilt. Bei allen anderen Spielen fanden abhängig davon, ob die Fankurven als Steh- oder Sitzplatztribünen genutzt wurden, 17.895 beziehungsweise 15.800 Zuseher Platz.

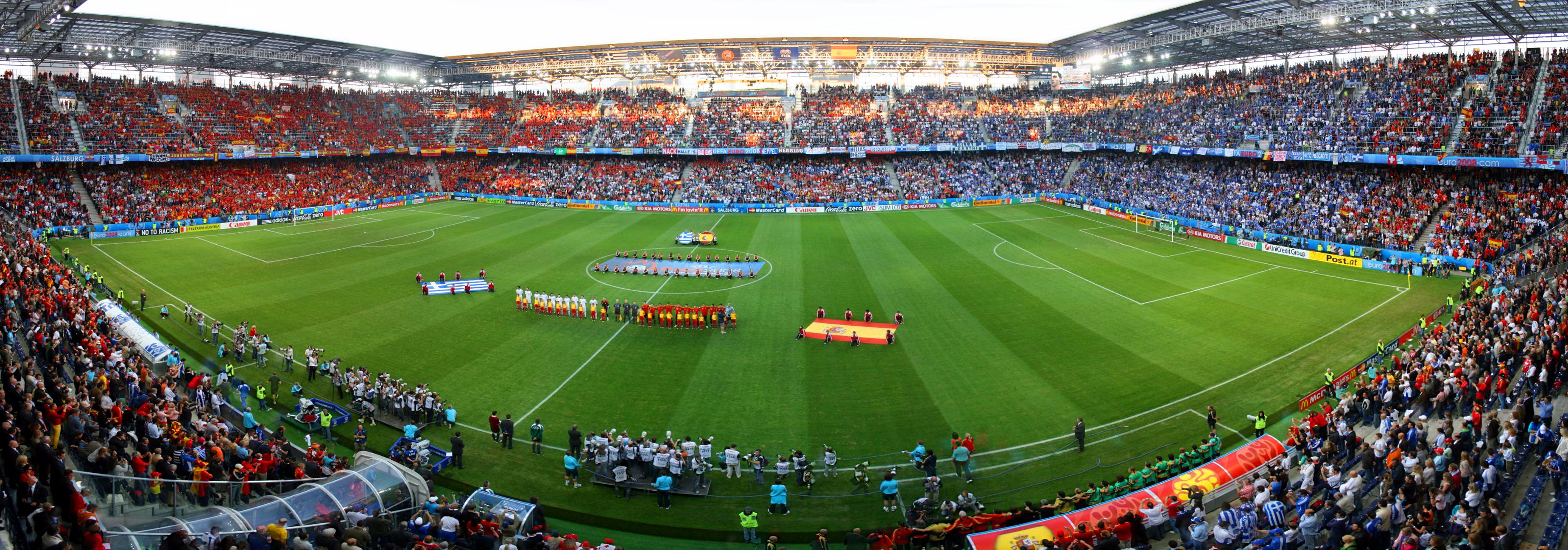
Vor dem EM-Spiel zwischen Griechenland und Spanien

Während der EM wurde zudem ein Naturrasen über den Kunstrasen, der bis Sommer 2010 in der Arena installiert war, gelegt und eine Pressetribüne für rund 900 Journalisten errichtet. Diese beiden Maßnahmen waren temporär und wurden rückgängig gemacht. Die Pressetribüne wurde nach dem Abbau vom SV Grödig gekauft.

### Kontroverse um den Rückbau
Die Anrainer um das Stadion hatten der Erweiterung nur unter der Bedingung, dass das Stadion nach der EM wieder auf die ursprüngliche Kapazität zurückgebaut wird, zugestimmt (hauptsächlich, weil schon mit der ursprünglichen Kapazität Verkehrsprobleme existierten; siehe unten). Nach der Übernahme von Austria Salzburg durch Red Bull mehrten sich jedoch die Stimmen, die wie die neue Vereinsführung eine Beibehaltung dieser Kapazität nach der EM forderten. Einige Anrainer, besonders gewerbliche wie der Europark, wehrten sich jedoch gegen die Beibehaltung.
Im März 2008 wurde bekannt, dass die Ausbauarbeiten dergestalt durchgeführt worden waren, dass eine permanente Nutzung mit der höheren Kapazität zumindest möglich gemacht wurde. Dadurch erhöhten sich die Kosten der Adaption um 7 Millionen Euro, die die Salzburger Landesregierung, welche mit dem Aufsichtsrat der SWS identisch ist, bewilligte. Nach den letzten EM-Spielen in Salzburg bekundete Landeshauptfrau Gabi Burgstaller öffentlich politischen Willen zur Beibehaltung der Kapazität, obwohl zu diesem Zeitpunkt noch ein Beschluss der Landesregierung für den Rückbau aufrecht war. Das bei der EM erprobte Verkehrskonzept habe sich bewährt und sei eine gute Lösung.

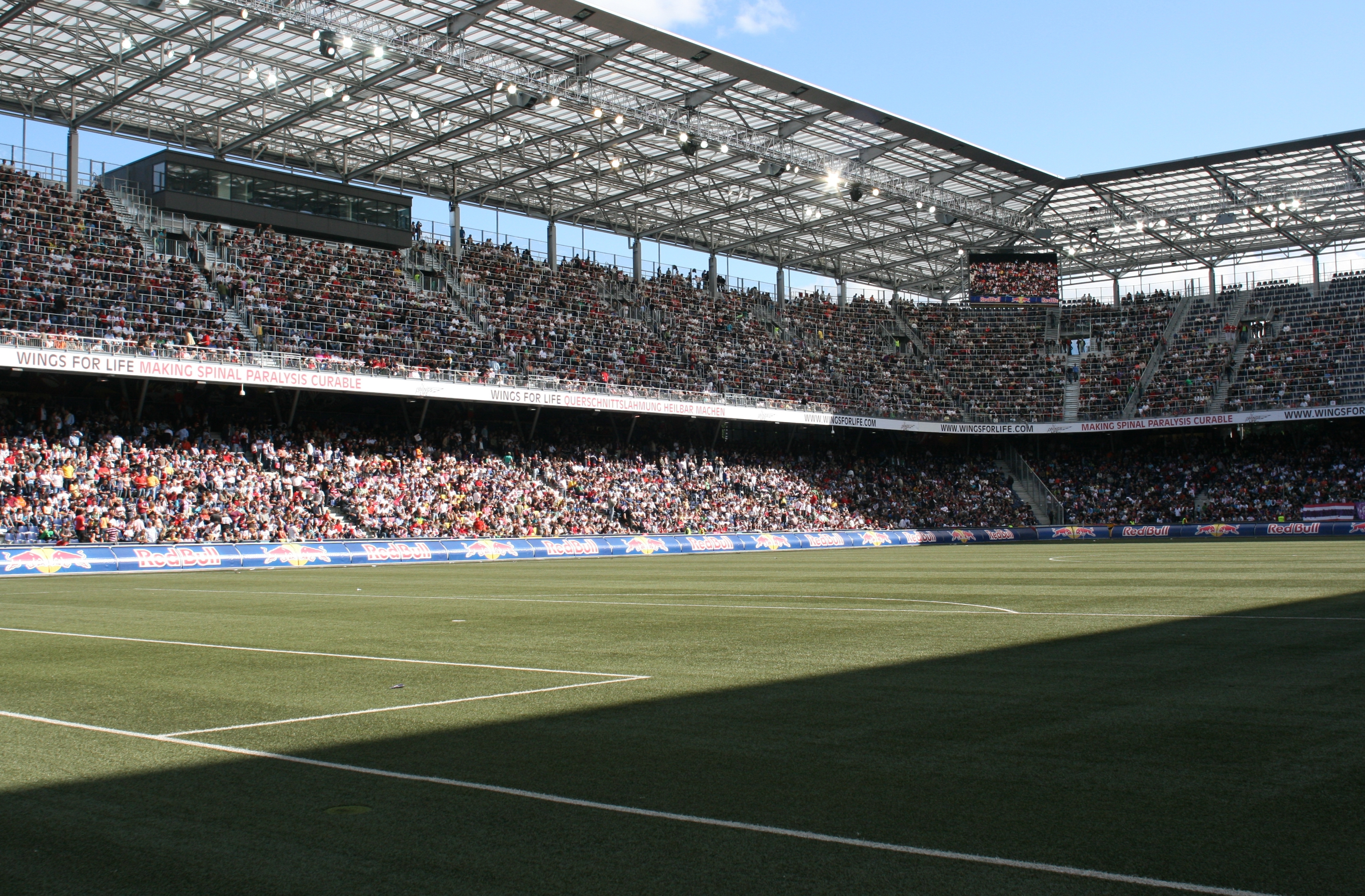
Innenansicht am 31. Mai 2009

Anfang Februar 2009 wurde bei der letzten Bauverhandlung die Beibehaltung des neuen Oberrangs schlussendlich behördlich abgesegnet, der schriftliche Bescheid am 20. Februar der SWS zugestellt. Dafür musste das Salzburger Bautechnikgesetz geändert werden, da in der unmittelbaren Umgebung des Stadions nicht ausreichend viele Parkplätze für eine dauerhafte Betriebsgenehmigung vorhanden waren.
Solange keine dauerhafte Betriebsgenehmigung vorlag, musste für jede Benutzung des Oberrangs eine Einzelbewilligung eingeholt werden. Dass für die dauerhafte Genehmigung keine Umweltverträglichkeitsprüfung notwendig war, wurde durch ein amtliches Feststellungsverfahren im Dezember 2008 von der Salzburger Umweltbehörde geklärt. Bei einem positiven Bescheid wäre der Oberrang mit 1. Jänner 2009 zu einem „Schwarzbau“ geworden.
Die endgültige Entscheidung für den Kapazitätsbeibehalt provozierte einige negative Reaktionen. So bezeichnete Christoph Andexlinger, der Manager des Europarks, die Anrainer und Anrainerbetriebe als von der Politik „verraten und verkauft.“ Und obwohl der Umweltanwalt Wolfgang Wiener von einem „Erfolg der Umweltanwaltschaft“ sprach, zeigten sich andere Umweltschützer „entsetzt“. Die Entscheidung sorgte auch „bei Anrainern und der Salzburger Verkehrsplattform für Empörung.“

### Vermarktung des Namens
Das Recht für die Vermarktung des Namens hatte die (mittlerweile in die Salzburg Sport GmbH umgewandelte) Salzburg Sport AG noch vor dem Einstieg von Red Bull erworben. Das Unternehmen, das einige Geschäftsbereiche von Austria Salzburg führte, erhielt 80 Prozent der daraus resultierenden Einnahmen, wohingegen dem Land Salzburg als indirektem Stadioneigentümer 20 Prozent zustehen.
Da Red Bull bei der Übernahme des Vereins die Salzburg Sport AG zu 100 Prozent kaufte, vergibt Red Bull die Namensrechte auch de jure an sich selbst und verrechnet sich nur einen fünfstelligen Betrag für das Sponsoring. Folglich belaufen sich die dem Land zustehenden Prozente auf nur wenige tausend Euro. Die SWS verhandelt daher mit Red Bull, um höhere Einnahmen zu erreichen.
Das Land verzichtete auf den Großteil der Einnahmen, um die zum Zeitpunkt des Vertragsabschlusses finanziell angeschlagene Austria zu unterstützen. Weil nach der Übernahme mit Red Bull „eines der reichsten heimischen Unternehmen“ von dieser Regelung profitiert, wurde dieser Verzicht in manchen Medien als „Geschenk“ und „indirekte Subvention“ bezeichnet.
Die UEFA erlaubt in ihren Wettbewerben Namenssponsoring für Stadien nur in sehr eingeschränktem Rahmen und bezeichnet das Stadion deswegen schlicht Stadion Salzburg.

### Rasen
Bei der Eröffnung 2003 war die Arena eines der ersten Erstligastadien Europas mit einem Kunstrasen. Diese Tatsache sorgte insbesondere in den ersten Monaten danach für Diskussionen, da einige Bundesligavereine befürchteten, bei Spielen in Salzburg einen Nachteil gegenüber der den Kunstrasen gewohnten Heimmannschaft zu haben.

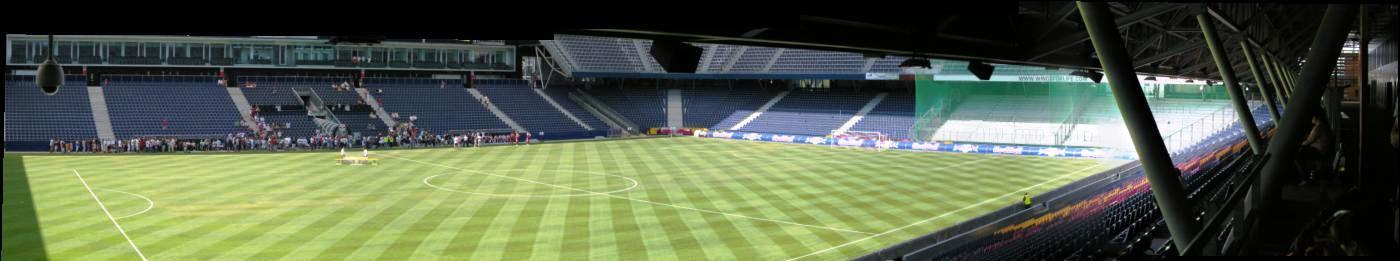
Der neue Naturrasen

Da die UEFA zu diesem Zeitpunkt zwar die Erprobung des künstlichen Untergrunds in Salzburg förderte, ihn aber in internationalen Wettbewerben nicht zuließ, musste die Salzburger Austria im UEFA-Pokal 2003/04 ihre beiden Heimspiele im Linzer Stadion austragen. In der Saison 2006/07, der nächsten mit Salzburger Europacup-Beteiligung, existierte diese Einschränkung bereits nicht mehr. Seitdem kann Red Bull Salzburg auch internationale Spiele im EM-Stadion austragen.
Länderspiele der österreichischen Nationalmannschaft fanden jedoch bis September 2010 nicht in der Arena statt. Obwohl mittlerweile Länderspiele ebenfalls grundsätzlich auf Kunstrasen stattfinden dürfen, lässt der ÖFB Heimspiele nur auf Naturrasen austragen. Zuletzt wurde dies am 9. Juni 2009 bei einer Präsidiumssitzung bestätigt.
Im Sommer 2010, nach der Saison 2009/10, hat das Stadion einen Naturrasen erhalten und ein Länderspiel zwischen Österreich und Kasachstan wurde am 7. September 2010 in der Arena ausgetragen; die österreichische Mannschaft gewann mit 2:0. Weiters ging im Sommer 2013 ein Test gegen Griechenland mit 0:2 verloren.
Nachdem der verlegte Hybridrasen nicht die gewünschte Qualität gezeigt hatte, wurde nach dem letzten Heimspiel der Österreichischen Fußballbundesliga im Mai 2025 mit dem Rückbau und Umbau auf einen Naturrasen begonnen.

## Verkehrsanbindung

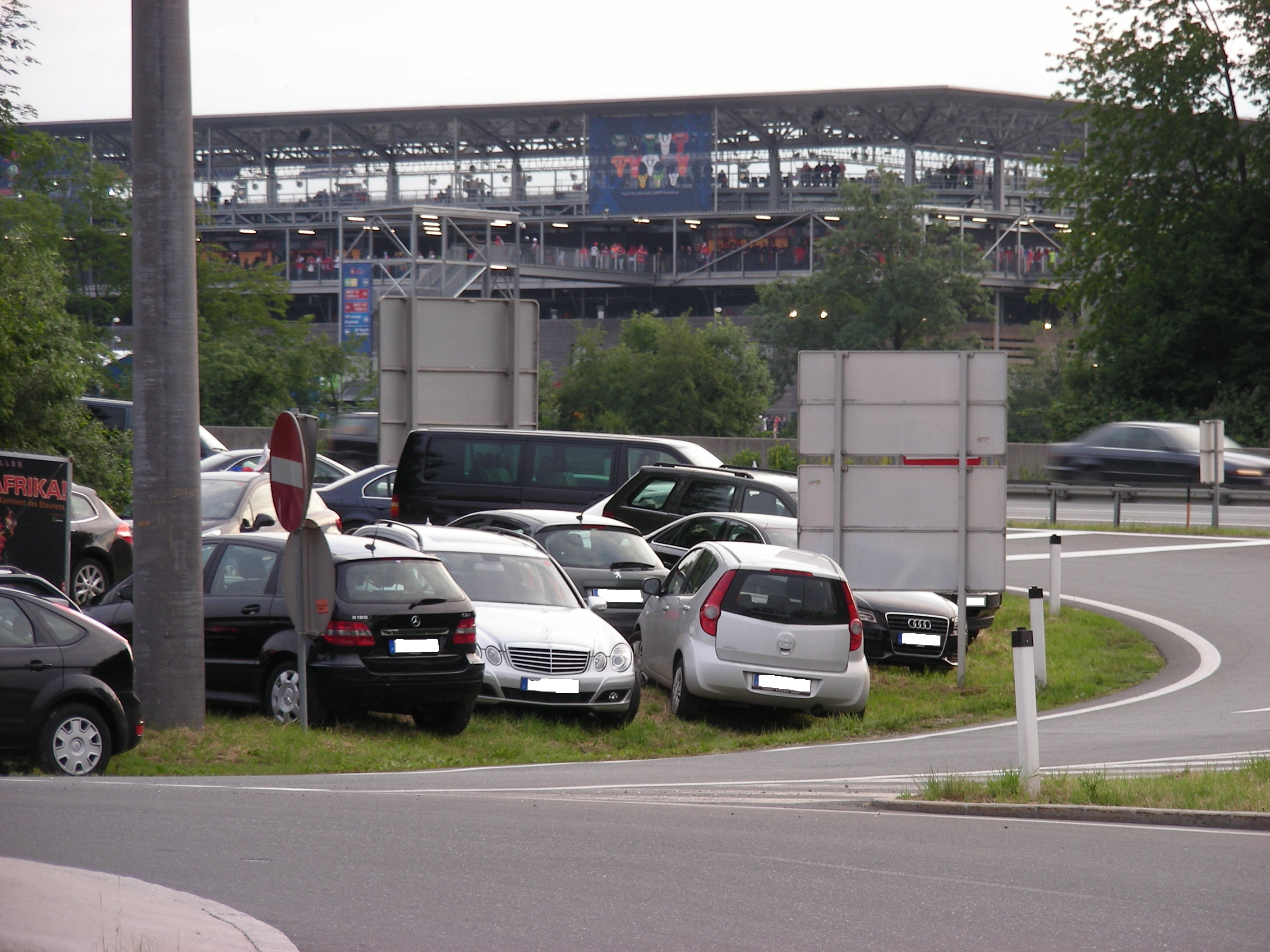
Parkplatzsituation bei einem EM-Spiel

Das Stadion ist per PKW über die Westautobahn und mit den Stadtbuslinien 1 (ab Salzburg Hauptbahnhof, Zentrum) und 28 (ab Zentrum), welche an Spieltagen verstärkt geführt werden, erreichbar. Im Juni 2006 erhielt es durch die S-Bahn Salzburg mit der Haltestelle Salzburg Taxham Europark einen leistungsfähigeren und schnelleren Anschluss an den ÖPNV. Die Fahrzeit vom Hauptbahnhof Salzburg beträgt weniger als zehn Minuten. Im Endausbau wird das Stadion aus den Richtungen Straßwalchen, Golling sowie Freilassing kommend direkt erreichbar sein. Bei der Stadtbusstation Europark besteht außerdem Anschluss zu den Buslinien 9, 12, 34 sowie einigen Regionalbuslinien.
Eine weitere Möglichkeit, das Stadion zu erreichen, ist die Benutzung der Parkplätze beim Salzburger Messegelände bzw. dem Designer Outlet Salzburg. Von dort aus fahren Shuttle-Busse direkt zum Stadion, zumal das Matchticket auch als Fahrkarte für die öffentlichen Verkehrsmittel gilt.
Die Verkehrssituation ist bei gut besuchten Spielen jedoch sehr angespannt und sorgt bei den umliegenden Firmen sowie in den Wohngebieten für wildes Parken. Auch die Zubringerstraßen sind an Spieltagen stark überlastet; nicht zuletzt deswegen wird die Anreise mit öffentlichen Verkehrsmitteln empfohlen.

## Länderspiele
Die österreichische Fußballnationalmannschaft trug bisher drei Partien in Red Bull Arena aus.
| Datum         | Heim       | Gast         | Ergebnis  | Anmerkung             |
| ------------- | ---------- | ------------ | --------- | --------------------- |
| 07. Sep. 2010 | Österreich | Kasachstan   | 2:0 (0:0) | EM 2012-Qualifikation |
| 14. Aug. 2013 | Österreich | Griechenland | 0:2 (0:1) |                       |
| 06. Sep. 2019 | Österreich | Lettland     | 6:0 (2:0) | EM 2021-Qualifikation |